# Mexico City WCT 1977
Il Mexico City WCT 1977  è stato un torneo di tennis giocato sul sintetico indoor. È stata la 1ª edizione del Mexico City WCT, facente parte del World Championship Tennis 1977. Si è giocato a Città del Messico in Messico, dal 7 al 13 febbraio 1977.

## Campioni

### Singolare
Ilie Năstase ha battuto in finale  Wojciech Fibak con il punteggio di 4–6 6–2 7–6

### Doppio
Wojciech Fibak /  Tom Okker hanno battuto in finale  Ilie Năstase /  Adriano Panatta con il punteggio di 6–2, 6–3